# رولا شامیا
رولا شامیا (زاده ۵ سپتامبر ۱۹۷۶ در بیروت) یکی از بازیگر سینما و تلویزیون لبنانی است.

## زندگی‌نامه
رولا شامیه فعالیت خود را در تلویزیون از پانزده سالگی (سال ۱۹۹۵) آغاز کرد. او در دانشگاه بازیگری و تئاتر درس خوانده‌است. اولین حضور او در برنامه طنز لا یامل (به معنای هیچگاه خسته نیست) در شبکه تلویزیون آینده با همکارانش عادل کرم و نعیم حلاوی بود. پس از این برنامه نیز، در چندین سریال لبنانی و عربی نقش داشت. رولا شامیا در برنامه‌های کمدی زیادی را در شبکه تلویزیون آینده لبنان و MTV شرکت کرده‌است.

## فعالیت‌ها

### در تلویزیون و سینما
- و ما ملاقات کردیم

سری ۲۰۲۲
- بهترین روزها

سری ۲۰۲۰
- رولا و ماریو

بازی ۲۰۱۹
- شب‌ها

سریال نور ۲۰۰۹
- ما را با رؤیای خود همراه کنید

سری ۲۰۰۹
- ابوریاض کادو کیست؟

فیلم ۲۰۰۸
- سنگین‌ترین فیلم سال ۱۹۹۸
- کوه‌ها وقتی فرو می‌ریزند

سری ۲۰۰۲

### برنامه‌های تلویزیونی
- آنچه در Metlo ۲۰۱۴ وجود دارد
- ما را با برنامه رؤیایی خود در سال ۲۰۰۹ همراهی کنید
- برنامه ستاره‌ها در جاده ۲۰۰۹
- برنامه Mobile Star ۲۰۰۸
- برنامه به خائنان اهمیت نده ۲۰۰۳
- می‌خواهید در سال ۲۰۰۰ چه اتفاقی بیفتد؟
- برنامه داستان و آنچه در آن است ۱۹۹۳
- برنامه SLC ۱۹۹۸–۲۰۰۱
- برنامه Laymel 1995 - 2000[۳]